# Dorfkirche Uthmöden

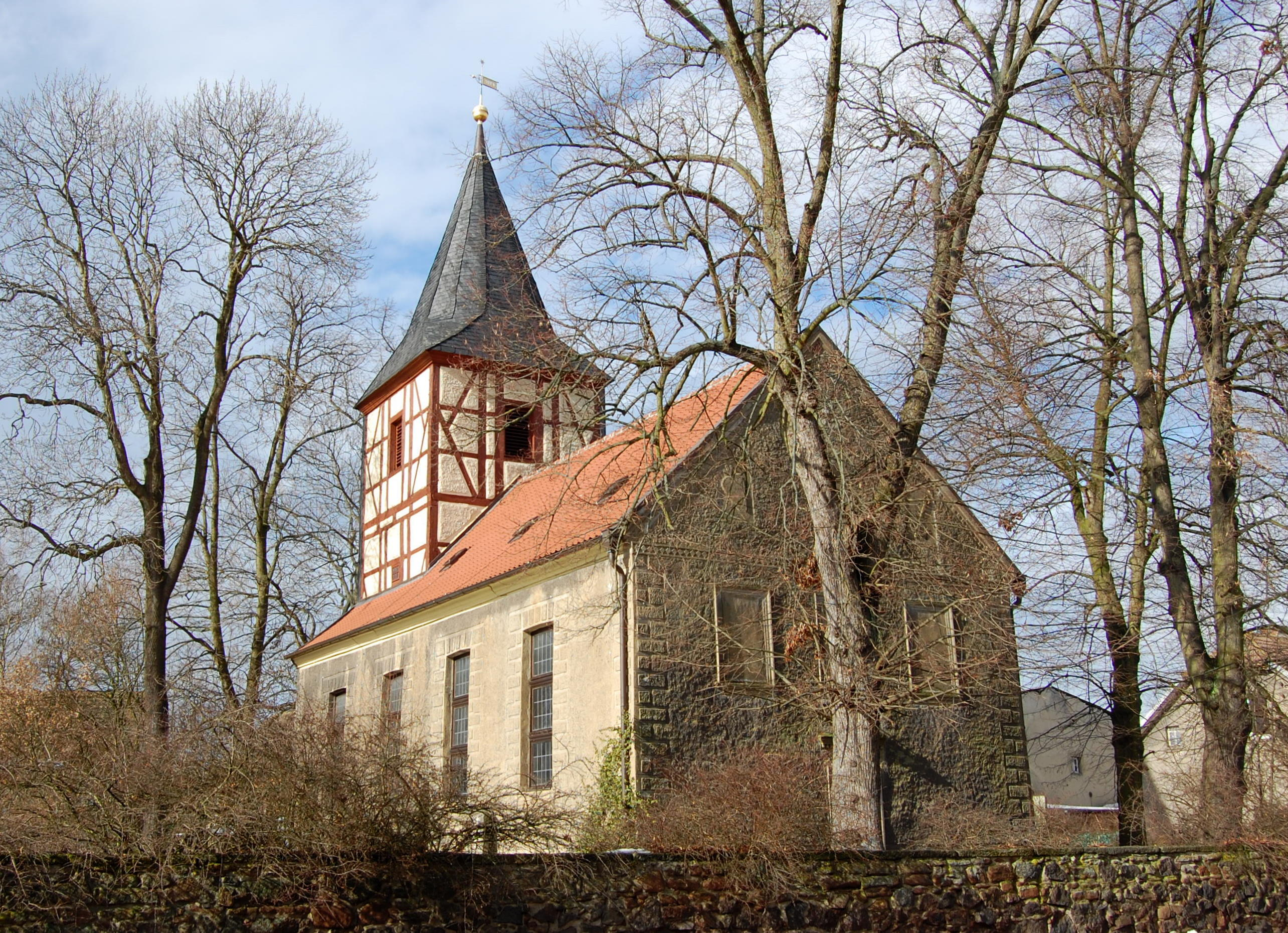
Dorfkirche Uthmöden

Die Dorfkirche Uthmöden ist die evangelische Kirche des zur Stadt Haldensleben gehörenden Dorfes Uthmöden in Sachsen-Anhalt. 
Uthmöden gehörte einst zum Amt Calvörde und somit zum Freistaat Braunschweig, dadurch gehört sie zur Evangelisch-lutherischen Landeskirche Braunschweig.
Die kleine verputzte aus Bruchsteinen errichtete Kirche entstand im Jahr 1750. Über dem westlichen Teil des rechteckigen Kirchenschiffs erhebt sich ein in Fachwerkbauweise errichteter Dachreiter. Der Turm ist mit Schiefer verkleidet. An seiner Nordseite befindet sich eine Kirchturmuhr.
Die ursprüngliche noch vorhandene hölzerne Ausstattung aus dem 19. Jahrhundert wurde anlässlich einer 1970 durchgeführten Renovierung entfernt. Die Kirche ist von einem baumbestandenen Kirchhof umgeben, auf dem mehrere Grabsteine aus dem 18. und 19. Jahrhundert stehen. Nordöstlich der Kirche befindet sich ein Kriegerdenkmal für die Gefallenen des Ersten Weltkriegs. Eine steinerne Skulptur zeigt einen sitzenden nackten Soldaten mit Stahlhelm und erinnert an Darstellungen eines sterbenden Kriegers.